# Canton de Saignes
Le canton de Saignes était une division administrative française située dans le département du Cantal en Auvergne. Il a été supprimé en mars 2015 à la suite du redécoupage des cantons du département.

## Géographie
Ce canton était organisé autour de Saignes dans l'arrondissement de Mauriac. Son altitude varie de 321 m (Champagnac) à 1 022 m (Le Monteil) pour une altitude moyenne de 566 m.

## Histoire
Le canton a été supprimé en 2015 à la suite du redécoupage des cantons du département. Les 12 communes font désormais partie du nouveau canton d'Ydes.

## Composition
Le canton de Saignes regroupait 12 communes et comptait 6 223 habitants (recensement de 1999 sans doubles comptes).
| Communes     | Population (2012) | Code postal | Code Insee |
| ------------ | ----------------- | ----------- | ---------- |
| Antignac     | 292               | 15240       | 15008      |
| Bassignac    | 230               | 15240       | 15019      |
| Champagnac   | 1 169             | 15350       | 15037      |
| Madic        | 248               | 15210       | 15111      |
| La Monselie  | 114               | 15240       | 15128      |
| Le Monteil   | 274               | 15240       | 15131      |
| Saignes      | 1 006             | 15240       | 15169      |
| Saint-Pierre | 150               | 15350       | 15206      |
| Sauvat       | 190               | 15240       | 15223      |
| Vebret       | 503               | 15240       | 15250      |
| Veyrières    | 116               | 15350       | 15254      |
| Ydes         | 1 931             | 15210       | 15265      |

## Représentation
Les conseillers généraux ont été élus au suffrage censitaire de 1833 à 1848, puis au suffrage universel. Avant 1833, ils étaient nommés.

### Conseillers généraux de 1833 à 2015
| Période      | Période          | Identité                   | Étiquette                | Qualité                                                             |
| ------------ | ---------------- | -------------------------- | ------------------------ | ------------------------------------------------------------------- |
| 1807         | 1833             | Jean-Baptiste de Chazelles | non connu                | Propriétaire à Bassignac (conseiller général non élu (désigné)      |
|              |                  |                            |                          |                                                                     |
| 1833         | 1854             | Léon Spinasse              | Gouvernemental           | Propriétaire et médecin à Madic                                     |
| 1854         | 1861             | Guillaume Rongier          | Impérialiste             | Maire de Mauriac                                                    |
| 1861         | 1870             | Emile de Ribier            | Impérialiste             | Notaire Maire de Champagnac                                         |
| 1870         | 1887 (démission) | René de Ribier             | Légitimiste              | Maire de Champagnac                                                 |
| 1887         | 1900 (décès)     | Pierre Alsac               | Républicain Opportuniste | Notaire - Maire de Saignes, conseiller d'arrondissement             |
| 1900         | 1922 (décès)     | Antonin Béal               | Radical                  | Docteur en médecine à Saignes                                       |
| 1923         | 1940             | Alfred Basset (1881-1963)  | Rad.                     | Médecin Maire d'Ydes (1925-1941)                                    |
|              |                  |                            |                          |                                                                     |
| 1945         | 1963 (décès)     | Alfred Basset              | Rad. puis SFIO           | Maire d'Ydes (1944-1963) Président du Conseil Général (1945-1951)   |
| 30 mars 1963 | 1976             | Paul Espinasse (1919-2000) | CNIP                     | Ingénieur agronome Maire de Bassignac                               |
| 1976         | 2008             | Roger Besse                | RPR-UMP                  | Commerçant (retraité) Sénateur (1989-2008) Maire d'Ydes (1989-2008) |
| 2008         | 2015             | Stéphane Briant            | MoDem puis UDI           | Journaliste Maire d'Antignac                                        |

### Résultats électoraux détaillés
- Élections cantonales de 2001 : Roger Besse (RPR) est élu au 1er tour avec 52,24 % des suffrages exprimés, devant Marc Maisonneuve (PS) (38,46 %), J.Guy Pautard (Divers droite) (7,47 %) et Jean Mousseau (MNR) (1,84 %). Le taux de participation est de 83,76 % (4 503 votants sur 5 376 inscrits)[8].
- Élections cantonales de 2008 : Stephane Briant   (UDFD)est élu au 2e tour avec 51,67 % des suffrages exprimés, devant Marc  Maisonneuve  (PS) (48,33 %). Le taux de participation est de 78,39 % (4 140 votants sur 5 281 inscrits)[9].

### Conseillers d'arrondissement (de 1833 à 1940)
Le canton de Saignes avait deux conseillers d'arrondissement à partir de 1898.
| Période                                  | Période      | Identité                                      | Étiquette         | Qualité |
| ---------------------------------------- | ------------ | --------------------------------------------- | ----------------- | --- |
| 1833                                     | 1836         | Pierre Guillaume Rodde de Lamarge (1780-1841) |                   | Juge de paix à Saignes                                                                                      |
| 1836                                     | 1845         | Jean Loche (1773-1860)                        |                   | Maire de Saignes                                                                                            |
| 1845                                     | 1878 (décès) | Pierre Joseph Forestier (1794-1878)           |                   | Notaire, juge de paix, maire de Méallet                                                                     |
| 1878                                     | 1887         | Pierre Alsac (1835-1900)                      | Républicain       | Notaire, suppléant du juge de paix, maire de Saignes                                                        |
| 1887                                     | 1898         | Paul Antoine Mirande                          |                   | Notaire, maire d'Antignac                                                                                   |
| 1898                                     | 1904         | Barthélemy Moulier                            |                   | Marchand de vins en gros, Saignes                                                                           |
| 1898                                     | 1910         | Eugène Duc (1860-1924)                        |                   | Notaire, maire d'Antignac                                                                                   |
| 1904                                     | 1919         | Antoine Cirgoudoux                            |                   | Maire de Bassignac                                                                                          |
| 1910                                     | 1919         | Jérôme Dalmas                                 | Radical           | Maire de Madic                                                                                              |
| 1919                                     | 1922         | M. Dumas                                      |                   | Huissier à Saignes                                                                                          |
| 1919                                     | 1922         | M. Broquin                                    |                   | Propriétaire à Champagnac                                                                                   |
| 1922                                     | 1940         | Léon Sallard                                  | Union des gauches | Maire de Champagnac                                                                                         |
| 1922                                     | 1940         | Pierre-Léon Sabatier                          | Union des gauches | Agriculteur à La Cartajade, maire du Monteil                                                                |
| 1940                                     |              |                                               |                   | Les conseils d'arrondissement ont été suspendus par la loi du 12 octobre 1940 et n'ont jamais été réactivés |
| Les données manquantes sont à compléter. |              |                                               |                   | |

## Démographie
| 1962  | 1968  | 1975  | 1982  | 1990  | 1999  | 2006  | 2011  | 2012  |
| ----- | ----- | ----- | ----- | ----- | ----- | ----- | ----- | ----- |
| 7 568 | 7 044 | 6 586 | 6 646 | 6 562 | 6 223 | 5 960 | 5 867 | 5 774 |